# Melaleuca squarrosa
Melaleuca squarrosa ist eine in Australien heimische Pflanzenart aus der Familie der Myrtengewächse (Myrtaceae).

## Merkmale
Melaleuca squarrosa ist ein Strauch oder kleiner Baum und erreicht Wuchshöhen von bis zu 12 m. Die Borke ist papieren. Die Blätter stehen gegenständig bis annähernd gegenständig. Sie sind oval bis breit oval, 5–15 mm lang und 4–7 mm breit. Das Blattende ist spitz bis scharf zugespitzt, es sind 5 bis 7 Längsnerven sichtbar. Die Spreite ist kahl oder manchmal behaart. Der Blattstiel ist bis 1 mm lang.
Die Blütenstände sind endständige, dichte Ähren von 1,5 bis 4 cm Länge. Die Blütenstandsachse ist behaart. Die Blüten stehen zu dritt in den Achseln von Hochblättern. Sie sind weiß bis gelblich, die Kronblätter sind manchmal pink gefärbt. Die Kronblätter sind oval bis kreisrund, und bis 2 mm lang.
Die Frucht ist becherförmig und hat einen Durchmesser von rund 4 mm. Die Öffnung ist rund 3 mm groß. Die Kelchblätter verbleiben nicht an der Frucht.

## Verbreitung und Standorte
Melaleuca squarrosa ist in Australien heimisch und kommt in den Bundesstaaten South Australia, New South Wales, Tasmanien und Victoria vor.
In New South Wales wächst die Art in Heiden und in trockenem Sklerophyll-Wald an feuchten Standorten. Sie kommt in den Küstenbereichen und den benachbarten Hügeln von Sydney südwärts vor.
In Tasmanien bildet Melaleuca squarrosa ein 2 bis 3 m hohes Gestrüpp mit geschlossener Vegetation. Dieses Gestrüpp wächst auf schlecht entwässerten Ebenen über Torf. Neben der dominierenden Melaleuca squarrosa, die rund 75 % der Fläche einnimmt, kommen an Sträuchern noch Melaleuca squamea, Banksia marginata, Hakea epiglottis und Acacia mucronata vor. An offenen Stellen wachsen Buttongras und Seggen wie etwa Baloskion tetraphyllum, Leptocarpus tenax, Lepyrodia tasmanica und Gahnia grandis. Diese Vegetationsform ist im Westen Tasmaniens weit verbreitet, kommt aber auch im Nordosten und Nordwesten der Insel vor.

## Taxonomie
Die Art Melaleuca squarrosa wurde 1802 von James Edward Smith erstbeschrieben in Band 6 der „Transactions of the Linnean Society of London“. Er bezog sich dabei auf eine Arbeit von Donn, in der dieser den Namen bereits verwendet hatte, ohne die Art zu beschreiben.

## Belege
1. 1 2 3 4 5  Melaleuca squarrosa auf New South Wales Flora online, abgerufen am 12. September 2012.
2. 1 2  Melaleuca squarrosa im Australian Plant Name Index, abgerufen am 12. September 2012.
3. ↑  Melaleuca squarrosa scrub SMR. (PDF; 54 kB) In: Tasveg. Department of Primary Industries and Water, Tasmania, archiviert vom Original am 24. Februar 2012; abgerufen am 12. September 2012.  Info: Der Archivlink wurde automatisch eingesetzt und noch nicht geprüft. Bitte prüfe Original- und Archivlink gemäß Anleitung und entferne dann diesen Hinweis.